# ミルティアデス

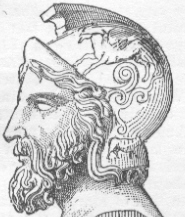
ミルティアデス

ミルティアデス（希: Μιλτιάδης、Miltiades、紀元前550年頃 - 紀元前489年）は、アテナイの軍人。ヘレスポントスのケルソネソスの僭主であったが、イオニアの反乱以後、アテナイに戻って将軍となり、マラトンの戦いでアテナイ・プラタイア連合軍を率いてペルシア軍を破った。

## 経歴
アテナイに生まれる。ミルティアデスの父キモンはペイシストラトス一族によって暗殺されたが、ミルティアデスは厚遇され、兄弟のステサゴラス（Stesagores）がケルソネソスで死んだ後、後任として同地に送られた。彼の名前は、ケルソネソスの開拓者ミルティアデス（本項のミルティアデスの父キモンの異母兄弟）に由来する。
僭主時代にレムノス島を占領するなどの功績を挙げたが、イオニアの反乱においてフェニキア軍の接近を察知し、紀元前493年にはケルソネソスを離れてアテナイに戻った。反ペルシアを標榜する彼は、おそらく親ペルシア派のアルクメオン一族によって僭主支配の経歴を訴追されたが無罪となり、アテナイ民会では将軍に選出された。マラトンの戦いで劇的勝利を収めたことで、一躍アテナイの英雄として賞賛を受けた。
しかし、紀元前489年より強行したパロス島の攻略に失敗したため、クサンティッポス（ペリクレスの父）の告発により、民会で「アテナイ民衆への欺瞞」という罪に問われた。告発側は死刑を求刑していたが、アテナイのかつての英雄に対する情状酌量が認められ、50タラントンという極めて高額な罰金を支払うことで死を免れた。とはいえ、支払いが完了する前に獄中で腿の壊疽により死亡したとされる。この足の負傷は、パロス島遠征時に神の罰を受けたともいわれた。